# Crepidium punctatum
Crepidium punctatum är en orkidéart som först beskrevs av Jeffrey James Wood, och fick sitt nu gällande namn av Dariusz Lucjan Szlachetko. Crepidium punctatum ingår i släktet Crepidium, och familjen orkidéer. Inga underarter finns listade i Catalogue of Life.